# الحدبة (عبس)

تعديل مصدري - تعديل

الحدبة هي إحدى قرى عزلة بني حسن بمديرية عبس التابعة لمحافظة حجة، بلغ تعداد سكانها 324 نسمة حسب تعداد اليمن لعام 2004.